# 飛騨市消防本部
飛騨市消防本部（ひだししょうぼうほんぶ）は、岐阜県飛騨市の消防部局（消防本部）。管轄区域は飛騨市全域。

## 概要
- 消防本部：飛騨市古川町高野251-1
- 管内面積：792.53km2
- 職員定数：75人
- 消防署2箇所、分署1箇所
- 主力機械（2021年4月1日現在）
  - 普通消防ポンプ自動車：1
  - 水槽付消防ポンプ自動車：4
  - 救急自動車：5
  - 救助工作車：1
  - 指令車：3
  - 査察車：1
  - 資機材搬送車：2
  - その他：5

## 沿革
- 1967年4月1日 - 吉城郡神岡町が神岡町消防本部・神岡町消防署を設置する。
- 1973年4月1日 - 神岡町が救急業務を開始する。
- 2004年2月1日 - 吉城郡古川町・神岡町・河合村・宮川村の新設合併により飛騨市が発足する。
  - 古川町・河合村・宮川村は合併前日をもって飛騨消防組合を脱退する。飛騨消防組合の古川消防署・古川消防署北分署が飛騨市に承継され、神岡町消防本部と統合のうえ飛騨市消防本部を設置する。神岡町消防署は神岡消防署となる。
- 2006年3月27日 - 神岡消防署庁舎を新築する。

## 組織
- 本部 - 総務課、予防課、指令課
- 消防署 - 予防消防課（神岡消防署のみ）、救急課

## 消防署
| 消防署     | 住所             | 分署                |
| ---------- | ---------------- | ------------------- |
| 古川消防署 | 古川町高野251-1  | 北：宮川町西忍267-1 |
| 神岡消防署 | 神岡町船津2142-2 | なし                |